# Пеллегрини, Лука (пловец)
Лука Пеллегрини Кварантотти (итал. Luca Pellegrini Quarantotti; род. 31 марта 1964, Амелиа, Умбрия) — итальянский пловец. Участник летних Олимпийских игр 1988 года.

## Биография
Лука Пеллегрини родился 31 марта 1964 года в итальянском городе Амелия.
В 1981 году участвовал в чемпионате Европы по водным видам спорта в Сплите.
В 1985 году выступал на чемпионате Европы по водным видам спорта в Софии. На дистанции 400 метров вольным стилем показал 20-й результат (4 минуты 11,24 секунды), на дистанции 1500 метров вольным стилем — 17-й (16.20,69).
В 1987 году завоевал золотую медаль Средиземноморских игр в Латакии на дистанции 1500 метров вольным стилем.
В 1988 году вошёл в состав сборной Италии на летних Олимпийских играх в Сеуле. На дистанции 1500 метров вольным стилем показал в квалификации 10-й результат — 15.18,80, уступив 1,81 секунды худшему из попавших в финал Дарьяну Петричу из Югославии.